# Naturschutzgebiet Schluchtwald Helle

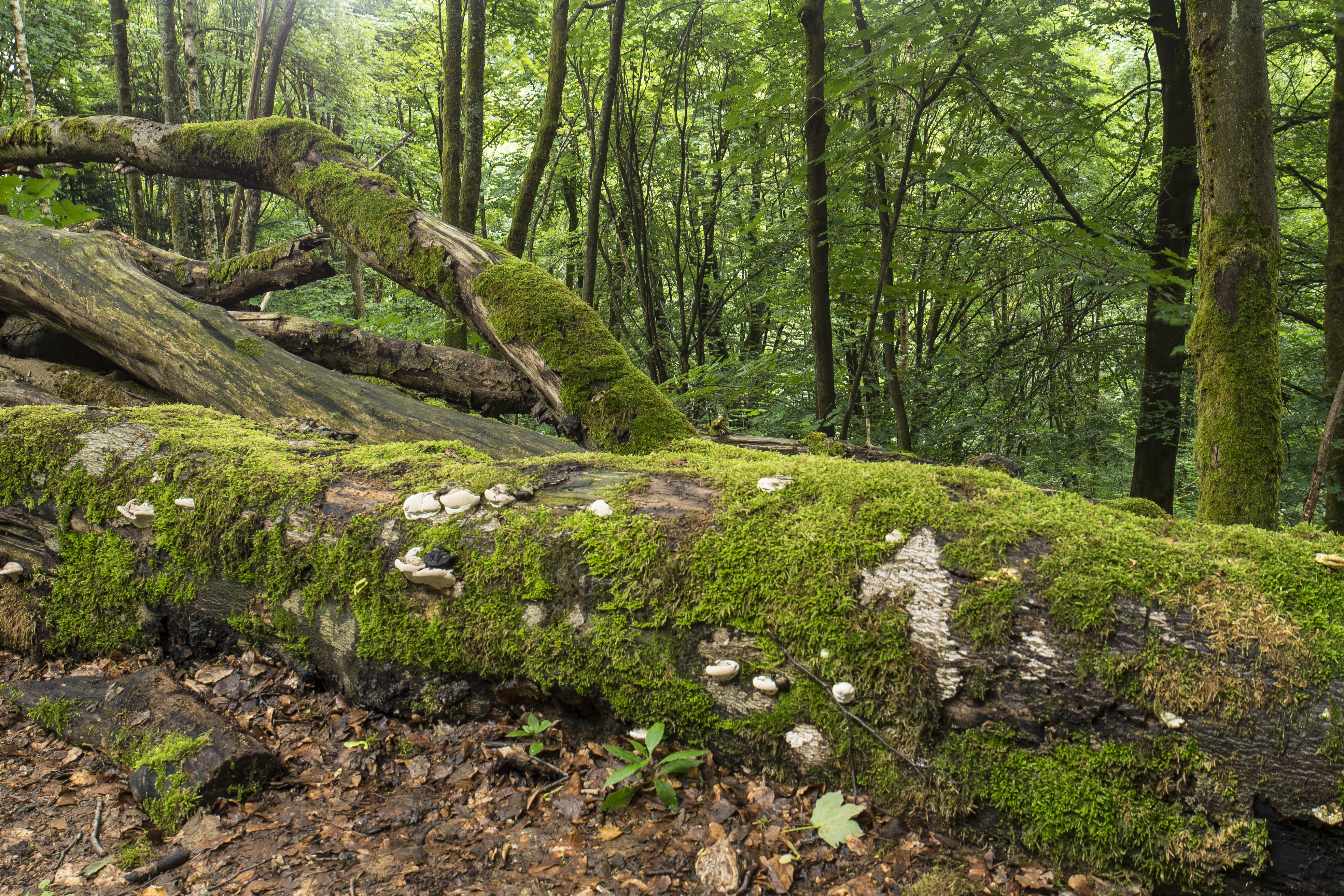
Bewachsener Baumstamm im Schluchtwald Helle

Das Naturschutzgebiet Schluchtwald Helle ist ein 58,05 ha großes Naturschutzgebiet (NSG) östlich von Winterberg. Das Gebiet wurde 2008 mit dem Landschaftsplan Winterberg durch den Hochsauerlandkreis als (NSG) ausgewiesen. Das Naturschutzgebiets ist auch als FFH-Gebiet Schluchtwald Helle bei Winterberg ausgewiesen.

## Beschreibung
Das NSG umfasst das Quellgebiet der Helle, den naturnahen Quellbach und den umgebenden Schluchtwald.

## Schutzzweck
Das Naturschutzgebiet wurde zur Erhaltung und Entwicklung eines Waldes und als Lebensraum gefährdeter Tier- und Pflanzenarten ausgewiesen. Wie bei anderen Naturschutzgebieten in Deutschland wurde in der Schutzausweisung darauf hingewiesen, dass das Gebiet „wegen der landschaftlichen Schönheit und Einzigartigkeit“ zum Naturschutzgebiet wurde.